# Derrame de petróleo en la costa del Perú de 2022
El derrame de petróleo en la costa del Perú ocurrió en la madrugada del 15 de enero de 2022 por la caída de crudo del buque de bandera italiana Mare Doricum, alquilado por la empresa española Repsol, en los mares del distrito de Ventanilla en la provincia constitucional del Callao, en Perú. 
La empresa inicialmente atribuyó la responsabilidad del derrame a la Marina de Guerra por no comunicar el oleaje anómalo generado tras el maremoto causado por la erupción volcánica en Tonga. Sin embargo, Marina de Guerra del Perú a través de la comunicación de la primera ministra, Mirtha Vásquez, desmintió la versión emitida por la empresa. Posteriormente, la empresa el 14 de febrero le atribuyó la responsabilidad al buque petrolero Mare Doricum e inició una reclamación a los propietarios del buque. Las olas contaminadas con el crudo se expandieron a lugares tan distantes de Ventanilla, como Ancón y Santa Rosa al norte de la provincia de Lima, así como Aucallama y Chancay al oeste de la provincia de Huaral. El 21 de enero del 2022, el gobierno peruano declaró 90 días de emergencia ambiental. El suceso ha sido calificado por la Cancillería como el mayor desastre ecológico ocurrido en el Lima en los últimos tiempos.
Desde sectores civiles se crearon campañas para limpiar las costas afectadas y rescatar a los animales cubiertos de crudo, incluido la donación de cabello humano, con puestos de donación a nivel nacional. La postura del Estado peruano fue contradictoria ante estas campañas, ya que algunas municipalidades de urbes metropolitanas como Lima y Trujillo lo promovían, mientras que el Ministerio del Ambiente pidió que cesen estas campañas ya que son poco efectivas e incluso contraproducentes.
En noviembre de 2023, los afectados por el derrame de petróleo anunciaron que demandarían a Repsol ante el tribunal de distrito de La Haya (Países Bajos) por daños por valor de 1000 millones de dólares si la empresa no mejoraba la cuantía de las indemnizaciones. La demanda se formalizó en 2024.

## Hechos

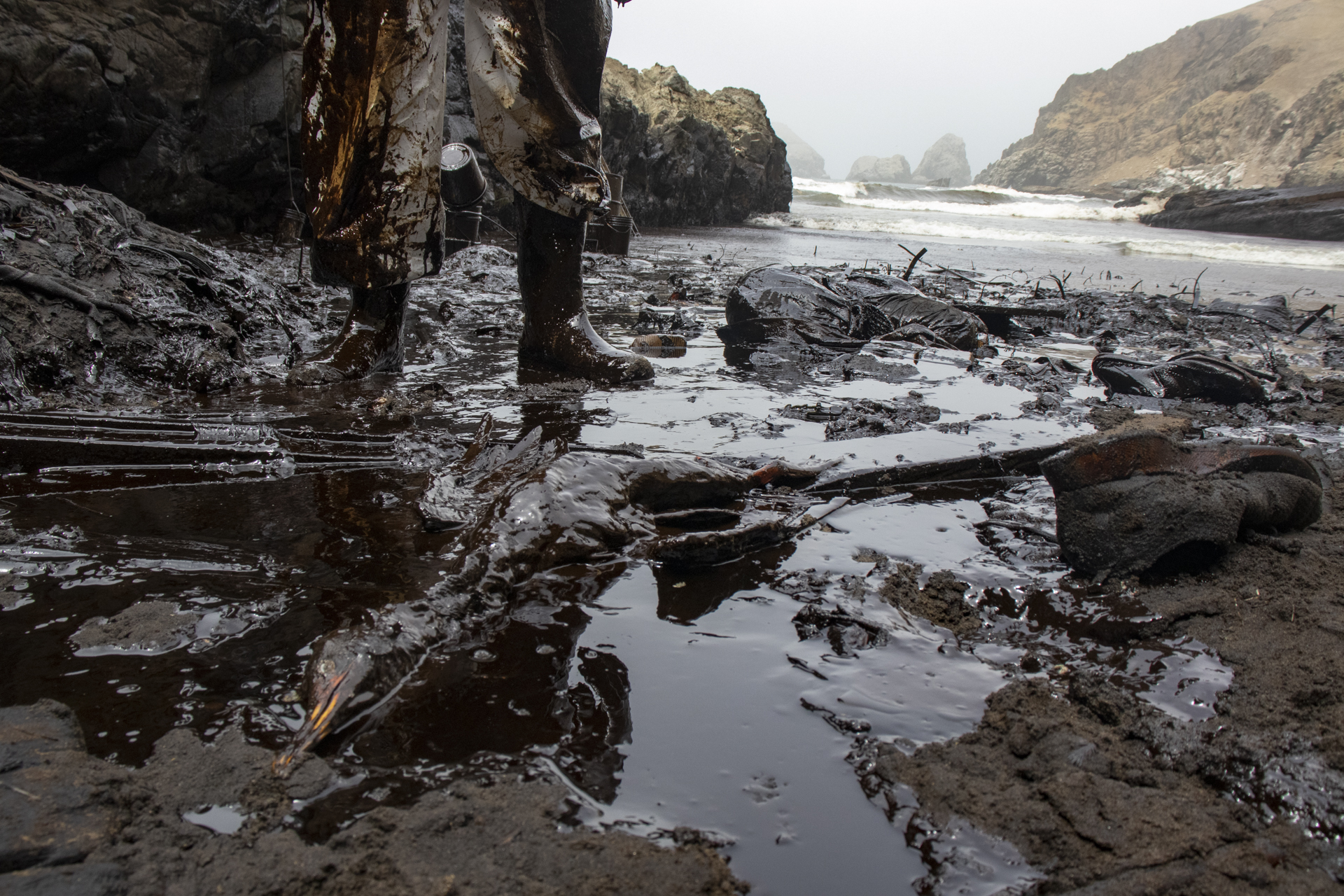
Impactos del derrame en la fauna y ecosistema en la costa del distrito de Ventanilla

El buque tanque de bandera italiana Mare Doricum, un carguero tipo Suezmax y construido en 2009 y propiedad de la armadora italiana Fratelli d'Amico, se encontraba cargando petróleo de la Refinería La Pampilla.
El derrame se inició en la madrugada del sábado 15 de enero de 2022 durante el proceso de descarga en la Refinería La Pampilla, administrada por el Grupo Repsol del Perú S.A.C., una filial de la empresa española Repsol, en la provincia de Callao. En un principio, Repsol indicó que solo se habían derramado 7 galones de crudo, pero por la mañana se constató que la magnitud del desastre era inmensamente mayor, calculándose en 6 mil barriles vertidos al mar.
El 25 de enero, el OEFA y la Marina de Guerra del Perú dieron cuenta de la detección de un segundo derrame de petróleo en el mismo terminal multiboyas N.º 2 de la refinería La Pampilla que no había sido reportado por Repsol. Fueron 8 barriles derramados, es decir, más de 1270 litros vertidos al mar. Según investigaciones, este nuevo derrame en realidad ocurrió un día antes, el 24 de enero. Por su parte, la petrolera española se defendió aduciendo que solo se trató de un «afloramiento controlado de remanentes».
El 28 de enero, el Ministerio del Ambiente señaló en una conferencia de prensa que el número de barriles derramados al mar sería de 11 900, de acuerdo a las nuevas investigaciones.

## Repercusiones

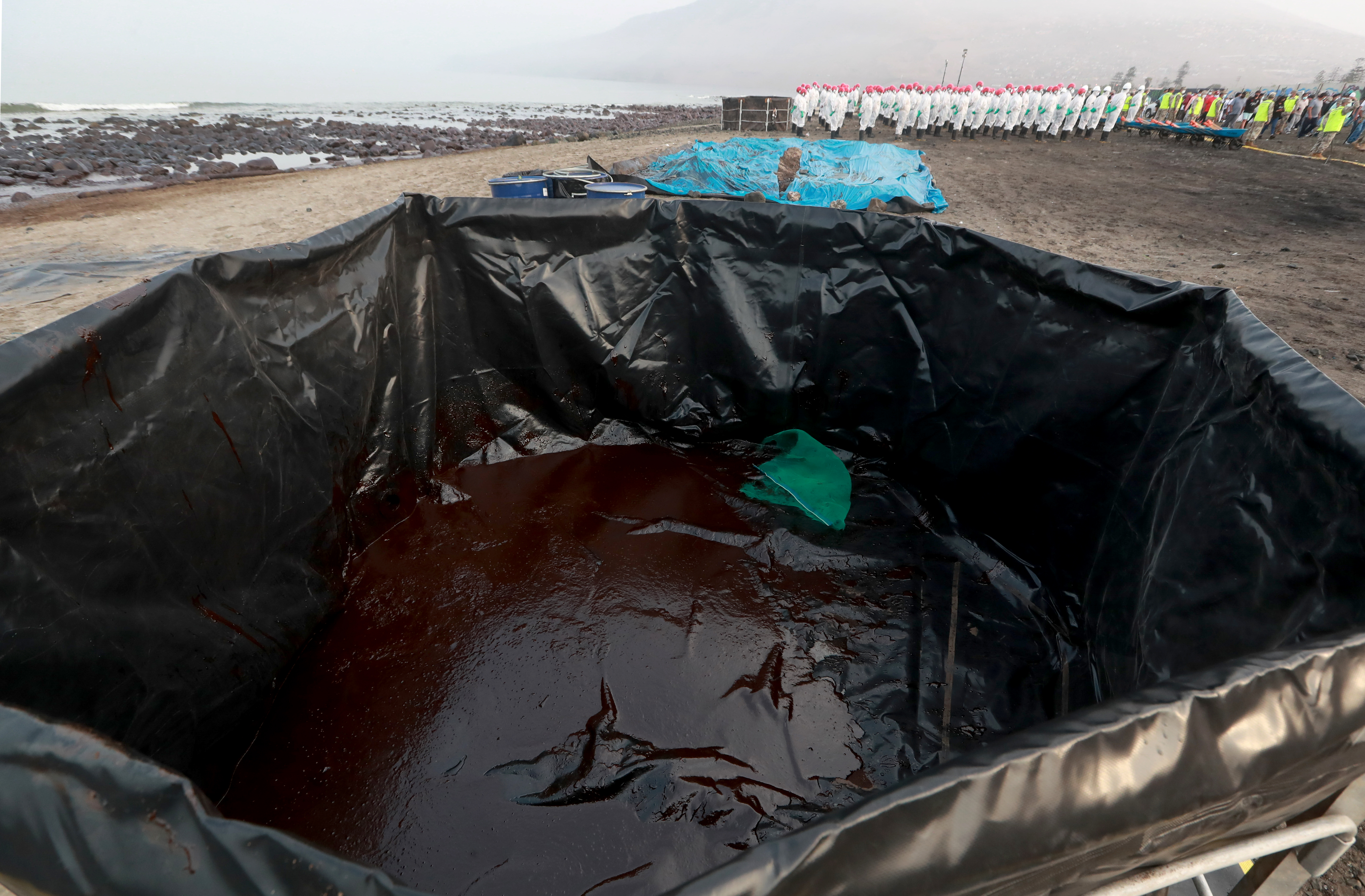
Petróleo durante las operaciones de limpieza del gobierno peruano en la bahía de Ancón.

Según el Organismo de Evaluación y Fiscalización Ambiental (OEFA), el derrame de crudo afecta unos 1187 km² de mar y 1740 km² de franja de playa-litoral, cerca de 17 playas han sido afectadas desde la refinería La Pampilla hasta la playa Peralvillo en Chancay y más de 500 hectáreas de las áreas naturales protegidas de la Reserva nacional Sistema de Islas, Islotes y Puntas Guaneras (sector Islas Grupo de Pescadores) y la Zona reservada de Ancón.
Para determinar el tamaño del área afectada, el OEFA está realizando la inspección in situ del litoral de las playas con cuatro equipos de supervisión, así como revisiones aéreas por medio de drones.
El entonces ministro del ambiente del Perú, Rubén Ramírez Mateo, declaró que la compañía petrolera no informó inmediatamente del accidente al gobierno peruano, y que la multa que podría ascender a 138 millones de soles, unos 35 millones de dólares. Para 2023, la empresa pagó el 10 % de las multas impuestas por el Ministerio del Ambiente.
Un mes después del derrame, el 15 de febrero de 2022, la Defensoría del Pueblo indicó que en Ventanilla «persiste la vulneración de derechos fundamentales». Asimismo, advirtió que tras la supervisión realizada en las distintas playas afectadas, se han encontrado con demoras en la limpieza y falta de ayuda humanitaria a población damnificada.

## Reacciones
- El miércoles 19 de enero, el presidente de la república, Pedro Castillo, sobrevoló las zonas afectadas por el derrame de petróleo.[33][34] Al día siguiente, firmó el decreto supremo 003-2022-MINAM que declara de interés nacional la emergencia climática y propone líneas prioritarias de acción en gobernanza climática, educación en cambio climático, monitoreo y seguimiento, financiamiento climático y derechos humanos y justicia climática.[35][36][37]
- La Organización de Naciones Unidas ofreció asistencia al gobierno peruano «y con todos los peruanos, que se enfrentan al impacto de un trágico vertido».[38] El 23 de enero llegaron expertos de la ONU al país sudamericano para evaluar el impacto de los derrames.[39]
- El Organismo de Evaluación y Fiscalización Ambiental (OEFA) inició procedimiento sancionatorio contra la empresa Repsol por dar información falsa e incumplir la medidas preventivas en el derrame de petróleo,  incumplimiento de la medida de limpieza de las zonas afectadas, y además del incumplimiento de la contención y recuperación del hidrocarburo.[40]

## Investigaciones
La empresa ha atribuido la responsabilidad del derrame al oleaje generado tras el maremoto causado por la erupción volcánica en Tonga.
La versión del capitán del buque Mare Doricum, Giacomo Pisani, difiere de la de Repsol: por un lado afirma que Repsol no envió buzos para verificar el estado de la manguera desde la cual se vertió crudo al océano; por otro lado, además indica que la solicitud de asistencia técnica frente al oleaje recién fue atendida seis horas después de haber sido hecha.
La Fiscalía de Perú abrió una investigación por contaminación ambiental contra la Refinería La Pampilla. Por su parte Repsol defiende que ni el gobierno peruano ni la Marina de Guerra emitieron alertas por tsunami en la costa peruana, por lo que sus operaciones no fueron suspendidas. Para 2023 el proceso continuó en investigación, en que la Asociación de Pescadores Artesanales del Serpentín de Pasamayo anunció medidas de protestas para exigir el cumplimiento por parte de la Presidencia del Consejo de Ministros. 

## Responsabilidades

### Repsol
Fuente: 
- No se siguieron todos los procedimientos  de prevención de riesgos durante la operación de descarga.
- La presión de descarga, que había sido solicitada por Repsol, excedía el nivel máximo de seguridad por la que había sido certificada la empresa.
- En la notificación a las autoridades, infravaloró el alcance del derrame y no informó las deficiencias en la ejecución de su plan de contingencias
- Presentaba un plan de contingencias inadecuado.

### Estado Peruano
Fuente:
- No garantizó el oportuno respeto de los derechos humanos en las operaciones de REPSOL.
- No fiscalizó adecuadamente las medidas de prevención de riesgos de la empresa REPSOL.
- No adoptó medidas adecuadas a fin de garantizar los derechos humanos de las personas afectadas por el derrame de petróleo.

### Estado Español
Fuente:
- No garantizó que Repsol, domiciliada en su territorio, respetara los derechos humanos en el marco de sus operaciones en el extranjero.
- No garantizó el respeto de los derechos humanos en las operaciones de sus propias inversiones empresariales en el extranjero, al haber financiado a Repsol para la renovación de la Refinería La Pampilla S.A.A.